# يوسف بن عروة السعدي
يوسف بن عروة بن محمد بن عطية السعدي تولى إمارة المدينة المنورة في عهد الأمويين شهوراً قصيرة في الفترة من 132 هـ حتى 132 هـ عقب أخيه الوليد بن عروة السعدي وكان آخر الامراء من قبل الأمويين.